# Discografia di Nina Zilli
La discografia di Nina Zilli, cantautrice italiana, è costituita da quattro album in studio, un EP, venticinque singoli e ventuno video musicali (inclusi quelli come artista ospite), pubblicati dal 2009.

## Album in studio
| Anno | Titolo                                                                                                   | Classifiche | Certificazioni |
| Anno | Titolo                                                                                                   | ITA         | Certificazioni |
| ---- | --- | ----------- | -------------- |
| 2010 | Sempre lontano - Pubblicato: 19 febbraio 2010 - Etichetta: Universal - Formato: CD, download digitale    | 5           | - ITA: Platino |
| 2012 | L'amore è femmina - Pubblicato: 15 febbraio 2012 - Etichetta: Universal - Formato: CD, download digitale | 11          | - ITA: Oro     |
| 2015 | Frasi & fumo - Pubblicato: 12 febbraio 2015 - Etichetta: Universal - Formato: CD, download digitale      | 15          |                |
| 2017 | Modern Art - Pubblicato: 1º settembre 2017 - Etichetta: Universal - Formato: CD, download digitale       | 17          |                |

## Extended play
| Anno | Titolo                                                                                             | Classifiche |
| Anno | Titolo                                                                                             | ITA         |
| ---- | -------------------------------------------------------------------------------------------------- | ----------- |
| 2009 | Nina Zilli - Pubblicato: 11 settembre 2009 - Etichetta: Universal - Formato: CD, download digitale | 54          |

## Singoli

### Come artista principale
| Anno                                                         | Titolo                                     | Classifiche | Certificazioni | Album di provenienza    |
| Anno                                                         | Titolo                                     | ITA         | Certificazioni | Album di provenienza    |
| ------------------------------------------------------------ | ------------------------------------------ | ----------- | -------------- | ----------------------- |
| 2009                                                         | 50mila (con Giuliano Palma)                | 16          | - ITA: Oro     | Nina Zilli              |
| 2009                                                         | L'inferno                                  | —           |                | Nina Zilli              |
| 2010                                                         | L'uomo che amava le donne                  | 15          | - ITA: Oro     | Sempre lontano          |
| 2010                                                         | Bacio d'a(d)dio                            | —           |                | Sempre lontano          |
| 2012                                                         | Per sempre                                 | 5           | - ITA: Platino | L'amore è femmina       |
| 2012                                                         | L'amore è femmina (Out of Love)            | 40          |                | L'amore è femmina       |
| 2012                                                         | Per le strade                              | —           |                | L'amore è femmina       |
| 2012                                                         | Una notte                                  | —           |                | L'amore è femmina       |
| 2014                                                         | Uno di quei giorni (J-Ax feat. Nina Zilli) | 26          | - ITA: Platino | Il bello d'esser brutti |
| 2015                                                         | Sola                                       | 50          |                | Frasi & fumo            |
| 2015                                                         | #RLL (Riprenditi le lacrime)               | —           |                | Frasi & fumo            |
| 2017                                                         | Mi hai fatto fare tardi                    | —           |                | Modern Art              |
| 2017                                                         | Domani arriverà (Modern Art)               | —           |                | Modern Art              |
| 2018                                                         | Senza appartenere                          | 74          |                | Modern Art              |
| 2018                                                         | 1XUnattimo                                 | —           |                | Modern Art              |
| 2018                                                         | Ti amo mi uccidi                           | —           |                | Modern Art              |
| 2020                                                         | Schiacciacuore (con Nitro)                 | —           |                | /                       |
| 2021                                                         | Señorita (con Clementino)                  | —           |                | /                       |
| 2022                                                         | Munsta (con Danti)                         | —           |                | /                       |
| 2023                                                         | Innamorata (F U!) (con Danti)              | —           |                | /                       |
| 2024                                                         | Questa felicità                            | —           |                | /                       |
| "—" indica una pubblicazione non classificata in quel paese. |                                            |             |                |                         |

### Come artista ospite
| Anno | Titolo                                           | Album di provenienza     |
| ---- | ------------------------------------------------ | ------------------------ |
| 2019 | Tu e D'io (Danti feat. Nina Zilli e J-Ax)        | /                        |
| 2022 | Vasco a San Siro (Danti feat. Nina Zilli)        | L'ultimo disco (parte 1) |
| 2023 | Vattene amore (Fiorello e Tofu feat. Nina Zilli) | Fiorello presenta Tofu   |
| 2025 | Quello sbagliato (Finley feat. Nina Zilli)       | /                        |

## Video musicali
| Anno | Titolo                                     | Regista/i                     |
| ---- | ------------------------------------------ | ----------------------------- |
| 2009 | 50mila (feat. Giuliano Palma)              | Naù Germoglio                 |
| 2009 | L'inferno                                  | —                             |
| 2009 | L'amore verrà                              | Naù Germoglio                 |
| 2010 | L'uomo che amava le donne                  | Naù Germoglio                 |
| 2010 | Bacio d'a(d)dio                            | Roberto "Saku" Cinardi        |
| 2012 | Per sempre                                 | Duccio Forzano                |
| 2012 | L'amore è femmina (Out of Love)            | Cosimo Alemà                  |
| 2012 | Una notte                                  | Fabio Jansen                  |
| 2015 | Sola                                       | Alex Infascelli               |
| 2015 | #RLL (Riprenditi le lacrime)               | Fabio Jansen e Mosè Rodriguez |
| 2017 | Mi hai fatto fare tardi                    | Fabrizio Conte                |
| 2017 | Domani arriverà (Modern Art)               | Gaetano Morbioli              |
| 2018 | Senza appartenere                          | Gaetano Morbioli              |
| 2018 | 1XUnattimo                                 | Gaetano Morbioli              |
| 2018 | Ti amo mi uccidi                           | Fabrizio Conte e Mauro Russo  |
| 2020 | Schiacciacuore (con Nitro)                 | The Astronauts                |
| 2021 | Señorita (con Clementino)                  | Fabrizio Conte                |
| 2022 | Munsta (con Danti)                         | Fabrizio Conte                |
| 2023 | Innamorata (F U!)                          | Mauro Russo                   |
| 2024 | Questa felicità                            | Cinzia Bomoll                 |
| 2025 | Quello sbagliato (Finley feat. Nina Zilli) | Alessandro Maiorano           |

#### Partecipazioni in videoclip di altri artisti
| Anno | Titolo             | Artista                         | Regista/i                                 |
| ---- | ------------------ | ------------------------------- | ----------------------------------------- |
| 2014 | Uno di quei giorni | J-Ax feat. Nina Zilli           | Fabrizio Conte                            |
| 2019 | C'è da fare        | Kessisoglu & Friends per Genova | Lele Biscussi e Gianluca "Calu" Montesano |
| 2019 | Tu e D'io          | Danti feat. J-Ax e Nina Zilli   | The Astronauts                            |
| 2022 | Vasco a San Siro   | Danti feat. Nina Zilli          | Mauro Russo                               |